# Liste der Pfarren im Dekanat Villach-Stadt
Das Dekanat Villach-Stadt ist ein Dekanat der römisch-katholischen Diözese Gurk.
Es umfasst acht Pfarren.

## Pfarren mit Kirchengebäuden
| Ort                        | Patrozinium            | Kirchengebäude | Bild |
| Maria Landskron            | Herz Mariä             | Pfarrkirche Maria Landskron Filialkirche St. Ulrich, Filialkirche St. Ruprecht, Filialkirche Gratschach, Filialkirche St. Michael, Filialkirche St. Andrä |      |
| Villach-Heiligenkreuz      | Hl. Petrus             | Heiligenkreuzkirche Villach |      |
| Villach-Hl. Dreifaltigkeit | Hlgst. Dreifaltigkeit  | Pfarrkirche Völkendorf Filialkirche Kapelle in Warmbad-Villach, Filialkirche St. Johann                                                                   |      |
| Villach-St. Jakob          | Hl. Jakobus der Ältere | St. Jakob (Villach) |      |
| Villach-St. Josef          | Hl. Josef              | Pfarrkirche St. Josef (Villach) |      |
| Villach-St. Leonhard       | Hl. Leonhard           | Pfarrkirche St. Leonhard (Villach) Filialkirche Vassach, Filialkirche Oswaldiberg                                                                         |      |
| Villach-St. Martin         | Hl. Martin             | Pfarrkirche St. Martin (Villach) Filialkirche St. Georgen, Filialkirche Obere Fellach                                                                     |      |
| Villach-St. Nikolai        | Hl. Nikolaus           | Nikolaikirche Villach Filialkirche St. Magdalena, Filialkirche Wollanig                                                                                   |      |

Siehe auch → Liste der Dekanate der Diözese Gurk